# Peach Bowl 2018 (janvier)
Ne doit pas être confondu avec Peach Bowl 2018 (décembre), joué dans le cadre de la saison universitaire 2018.
Match précédent Match suivant
Le Peach Bowl 2018 est un match de football américain de niveau universitaire joué après la saison régulière de 2017, le 1er janvier 2018 au Mercedes-Benz Stadium d’Atlanta situé dans l’État de Géorgie aux États-Unis.
Il s'agit de la 50e édition du Peach Bowl et de l’un des six matchs joués le jour de l'an.
Le match met en présence les équipes des |12 Knights de l'UCF issus de la American Athletic Conference et des #7 Tigers d'Auburn issus de la Southeastern Conference.
Il débute à 12 h 30 locales et est retransmis en télévision sur ESPN et sur ESPN Deportes.
Sponsorisé par la société Chick-fil-A (franchise de restaurants), le match est officiellement dénommé le Chick-fil-A Peach Bowl 2018.
#12 UCF gagne le match sur le score de 34 à 27.

## Présentation du match
| Équipes                                                                                              | Conférences             | Entraîneurs      | Stats. saison rég. | Classements avant le bowl CFP-AP-Coaches |
| --- | ----------------------- | ---------------- | ------------------ | ---------------------------------------- |
| Knights d'UCF                                                                                        | Big Ten                 | Scott Frost (en) | 12 - 0             | #12 - #10 - #10                          |
| Tigers d'Auburn                                                                                      | Southeastern Conference | Gus Malzahn (en) | 10 - 3             | #7 - #7 - #8                             |
| Arbitre : Brandon Cruse (Big XII) Équipe donnée favorite par les bookmakers : Auburn par 10,5 points |                         |                  |                    |                                          |

Il s'agit de la 4e rencontre entre ces deux équipes, Auburn ayant remporté les 3 premiers matchs. Le dernier a eu lieu le 6 novembre 1999 (victoire d'Auburn 28 à 10),.

### Knights de l'UCF
Avec un bilan global en saison régulière de 12 victoires et 0 défaites, no 12 UCF est éligible et accepte l'invitation pour participer au Peach Bowl de 2018.
Ils terminent 1er de la East Division de la American Athletic Conference avec un bilan en division de 8 victoires et 0 défaite. Par la suite, ils remporte la finale de conférence en battant Memphis par le score de 62 à 55.
À l'issue de la saison 2017 (bowl non compris), ils seront classés #10 au classement CFP et AP et #10 aux classements AP et Coaches.
Il s'agit de leur toute première apparition au Peach Bowl.

### Tigers d'Auburn
Avec un bilan global en saison régulière de 10 victoires et 3 défaites, no 7 Auburn est éligible et accepte l'invitation pour participer au Peach Bowl de 2018.
Ils terminent 1er de la West Division de la Southeastern Conference avec un bilan en division de 7 victoires et 1 défaite. Ils perdent ensuite la finale de conférence 7 à 28 des œuvres de Georgia.
À l'issue de la saison 2017 (bowl non compris), ils seront classés #7 aux classements CFP et AP et #8 au classement Coaches.
Il s'agit de leur 6e participation au Peach Bowl :
- 29 décembre 1990 - victoire : Auburn 37-23 Indiana;
- 2 janvier 1998 - victoire : #13 Auburn 21-17 Clemson;
- 31 décembre 2001 - défaite : North Carolina 16-10 Auburn;
- 31 décembre 2007 - victoire après prolongation : #22 Auburn 23-20 #15 Clemson;
- 31 décembre 2011 - victoire : Auburn 43-24 Virginia

## Résumé du match
Début du match à 12 h 40, fin à 16 h 36  pour une durée totale de jeu de 3 h 56 min .
Joué dans un stade fermé.
|  |  |  |
|  |  |  |

| QT          | Temps       | Drive       | Drive       | Drive       | Équipe      | Description de l'action | Score | Score |
| QT          | Temps       | Jeux        | Yards       | TDP         | Équipe      | Description de l'action | UCF   | AUB   |
| ----------- | ----------- | ----------- | ----------- | ----------- | ----------- | --- | ----- | ----- |
| 1           | 07:01       | 9           | 43          | 03:51       | AUB         | FG de 25 yards par K Daniel Carlson                                                                                                  | 0     | 3     |
| 2           | 11:11       | 12          | 48          | 03:04       | UCF         | FG de 33 yards par K Matthew Wright                                                                                                  | 3     | 3     |
| 2           | 08:51       | 2           | 21          | 00:47       | UCF         | TD à la suite d'une course de 18 yards par McKenzie Milton + 1 extra-point par K Matthew Wright                                      | 10    | 3     |
| 2           | 00:45       | 15          | 62          | 04:16       | AUB         | FG de 45 yards par K Daniel Carlson                                                                                                  | 10    | 6     |
| 2           | 00:00       | 15          | 42          | 00:45       | UCF         | FG de 45 yards par K Matthew Wright                                                                                                  | 13    | 6     |
| 3           | 14:05       | 2           | 26          | 00:43       | AUB         | TD de 26 yards par Will Hastings à la suite d'une réception d'une passe de QB Jarrett Stidham + 1 extra-point par K Daniel Carlson   | 13    | 13    |
| 3           | 07:55       | 10          | 82          | 03:37       | AUB         | TD à la suite d'une course de 4 yards par Kerryon Johnson + 1 extra-point par K Daniel Carlson                                       | 13    | 20    |
| 3           | 01:30       | 7           | 65          | 02:44       | UCF         | TD de 12 yards par Otis Anderson à la suite d'une réception d'une passe de QB McKenzie Milton + 1 extra-point par K Matthew Wright   | 20    | 20    |
| 4           | 11:36       | 8           | 59          | 03:17       | UCF         | TD de 8 yards par Dredrick Snelson à la suite d'une réception d'une passe de QB McKenzie Milton + 1 extra-point par K Matthew Wright | 27    | 20    |
| 4           | 05:56       | -           | -           | -           | UCF         | TD à la sjuite d'une interception retournée sur 45 yards par Chequan Burkett + 1 extra-point par K Matthew Wright                    | 34    | 20    |
| 4           | 04:12       | 6           | 89          | 01:37       | AUB         | TD à la suite d'une course de 7 yards par Eli Stove + 1 extra-point par K Daniel Carlson                                             | 34    | 27    |
| Score final | Score final | Score final | Score final | Score final | Score final | Score final | 34    | 27    |

## Statistiques
| Meilleurs joueurs (MVPs) |                 |        |       |
| Système                  | Nom             | Équipe | Poste |
| Attaque                  | McKenzie Milton | UCF    | QB    |
| Défense                  | Shaquem Griffin | UCF    | LB    |

| Statistiques par équipe                |                                                       |                                                    |
| Statistiques                           | UCF                                                   | AUB                                                |
| 1er down                               | 20                                                    | 28                                                 |
| 1er down à la course                   | 9                                                     | 8                                                  |
| 1er down à la passe                    | 11                                                    | 17                                                 |
| 1er down suite pénalité                | 0                                                     | 3                                                  |
| Conversion de 3e down                  | 6/14                                                  | 9/18                                               |
| Conversion de 4e down                  | 0/0                                                   | 1/1                                                |
| Jeux–yards                             | 71 jeux pour 411 yards                                | 87 jeux pour 421 yards                             |
| Yards à la course                      | 36 courses pour 169 yards moyenne de 4,7 yards/course | 44 courses pour 90 yards moyenne de 2 yards/course |
| Yards à la passe                       | 242                                                   | 331                                                |
| Passes : Réussies-Tentées-Interceptées | 16/35 passes complétées, 0 interception               | 28/43 passes complétées, 2 interceptions           |
| Réussite en zone rouge/chances         | 4/5                                                   | 3/3                                                |
| TD                                     | 4                                                     | 3                                                  |
| Field Goals                            | 2/4                                                   | 2/3                                                |
| Sacks (Nombre-Yards)                   | 6 pour 48 yards adverses perdus                       | 1 pour 6 yards adverses perdus                     |
| Fumbles (Nombre/Perdus)                | 2/1                                                   | 1/1                                                |
| Pénalités (Nombre/Yards perdus)        | 8 pour 74 yards perdus                                | 8 pour 61 yards perdus                             |
| Temps de possession                    | 25:45                                                 | 34:15                                              |

| Statistiques individuelles |                  | |
| Quaterbacks                |                  | |
| UCF                        | McKenzie Milton  | 16/35 passes complétées, 242 yards, 0 interception, 2 TDs, 1 sack subi                                     |
| AUB                        | Jarrett Stidham  | 24/43 passes complétées, 331 yards, 2 interceptions, 1 TD, 6 sacks subis                                   |
| Meilleurs coureurs         |                  | |
| UCF                        | McKenzie Milton  | 13 courses pour 116 yards nets gagnés, 1 TD, moyenne de 8,9 yards/course                                   |
| AUB                        | Kerryon Johnson  | 23 courses pour 71 yards nets gagnés, 1 TD, moyenne de 3,2 yards/course                                    |
| Meilleurs receveurs        |                  | |
| UCF                        | Tre'quan Smith   | 5 réceptions pour 89 yards gagnés, 0 TD                                                                    |
| AUB                        | Ryan Davis       | 8 réceptions pour 47 yards gagnés, 0 TD                                                                    |
| Meilleurs tacleurs         |                  | |
| UCF                        | Driffin, Shaquem | 12 tacles dont 6 en solo, 3 TFP (pour 18 yards adverses perdus), 1,5 sack (pour 14 yards adverses perdus). |
| AUB                        | Jordyn Peters    | 8 tacles dont 4 en solo, 0,5 TFL (pour 1 yard adverse perdu).                                              |